# Біггс-Джанкшен (Орегон)
Біггс-Джанкшен (англ. Biggs Junction) — переписна місцевість (CDP) в США, в окрузі Шерман штату Орегон. Населення — 5 осіб (2020).

## Географія
Біггс-Джанкшен розташований за координатами 45°39′50″ пн. ш. 120°50′19″ зх. д. / 45.66389° пн. ш. 120.83861° зх. д. (45.663945, -120.838748).  За даними Бюро перепису населення США в 2010 році переписна місцевість мала площу 2,21 км², уся площа — суходіл.

## Демографія
Згідно з переписом 2010 року, у переписній місцевості мешкали 22 особи в 9 домогосподарствах у складі 5 родин. Густота населення становила 10 осіб/км².  Було 9 помешкань (4/км²).
Расовий склад населення:
| - 45,5 % — білих - 9,1 % — чорних або афроамериканців - 45,5 % — осіб інших рас |

До двох чи більше рас належало 0,0 %. Частка іспаномовних становила 50,0 % від усіх жителів.
За віковим діапазоном населення розподілялося таким чином: 27,3 % — особи молодші 18 років, 63,6 % — особи у віці 18—64 років, 9,1 % — особи у віці 65 років та старші. Медіана віку мешканця становила 43,5 року. На 100 осіб жіночої статі у переписній місцевості припадало 214,3 чоловіків;  на 100 жінок у віці від 18 років та старших — 166,7 чоловіків також старших 18 років.
Цивільне працевлаштоване населення становило 22 особи. Основні галузі зайнятості: оптова торгівля — 63,6 %, науковці, спеціалісти, менеджери — 36,4 %.